# Jesenice (powiat Praga-Zachód)
Jesenice – miasto w Czechach, w powiecie Praga-Zachód, w kraju środkowoczeskim. Według danych z dnia 1 stycznia 2013 liczyło 7 884 mieszkańców.